# داني تومسون (لاعب كرة قاعدة)
داني تومسون (بالإنجليزية: Danny Thompson)‏ هو لاعب كرة قاعدة أمريكي، ولد في 1 فبراير 1947 في ويتشيتا في الولايات المتحدة، وتوفي في 10 ديسمبر 1976 في روشستر في الولايات المتحدة بسبب ابيضاض الدم.

## وصلات خارجية
- داني تومسون على موقعبيزبول رفرنس.كوم (الدوري الرئيسي) (الإنجليزية)
- داني تومسون على موقعبيزبول رفرنس.كوم (الدوري الثانوي) (الإنجليزية)
- داني تومسون على موقع مشجعي الرسوم البيانية (الإنجليزية)